# Короткі рукава
«Короткі рукава» — радянський художній фільм 1983 року, знятий на кіностудії «Туркменфільм».

## Сюжет
Як і всі фільми туркменського режисера Халмамеда Какабаєва, ця картина розповідає про дітей, перші дитячі відкриття світу почуттів і природи. Семирічний Алмаз живе в дитбудинку. Хлопчик дуже самостійний і рідко звертається до вихователів. Як і всі вихованці дитбудинку, Алмаз мріє про несподівану появу батьків. Одного разу зустрівши на кладовищі жінку, що оплакує свого сина, Алмаз подружився з нею і допоміг пережити горе, що спіткало її.

## У ролях
- Сетдар Джепбаров — Алмаз
- Дженнет Бердиєва — Гозель
- Майя Булгакова — тітка Клава
- Майя Аймедова — мати
- Керім Аннанов — Юсуп
- Абессалом Лорія — директор
- Мая Мамеднепесова — епізод
- Гульнабат Аширова — Мая Мурадовна
- Мухаммед Черкезов — чабан
- Ата Довлетов — Мурат-ага

## Знімальна група
- Режисер — Халмамед Какабаєв
- Сценаристи — Халмамед Какабаєв, Євген Митько
- Оператор — Едуард Реджепов
- Композитор — Реджеп Реджепов
- Художник — Олександр Чернов